# Владимирская митрополия
Влади́мирская митропо́лия — митрополия Русской православной церкви, расположенная в пределах Владимирской области. Объединяет Александровскую, Владимирскую и Муромскую епархии. Кафедра митрополита находится в Успенском соборе города Владимира.
Создана решением Священного Синода от 16 июля 2013 года. Главой митрополии назначен правящий архиерей Владимирской епархии.

## Епархии
Митрополия включает в себя три епархии:

### Александровская епархия
Территория: Александровский, Киржачский, Кольчугинский, Петушинский и Юрьев-Польский районы Владимирской области
Правящий архиерей: епископ Стефан (Привалов).

### Владимирская епархия
Территория: городские округа Владимир, Гусь-Хрустальный, Ковров; ЗАТО Радужный; Гусь-Хрустальный, Камешковский, Ковровский, Собинский, Судогодский, Суздальский районы Владимирской области.
Правящий архиерей: митрополит Владимирский и Суздальский Никандр (Пилишин)

### Муромская епархия
Территория: Вязниковский, Гороховецкий, Муромский, Меленковский и Селивановский районы Владимирской области.
Правящий архиерей: епископ Муромский и Вязниковский Нил (Сычёв).

## Митрополиты
- Евлогий (Смирнов) (16 июля 2013 — 28 декабря 2018)
- Тихон (Емельянов) (с 28 декабря 2018 по 27 декабря 2024)
- Никандр (Пилишин)[2] (с 27 декабря 2024 года)

## Численность храмов и их состояние
Значительная часть храмов митрополии находится в разрушенном состоянии. 23 августа 2019 года на пресс-конференции митрополита Тихона были озвучены цифры о количестве и физическом состоянии храмов Владимирской митрополии:
- 135 храмов нуждаются в реставрационных работах;
- 81 храм в неудовлетворительном состоянии;
- 122 храма в аварийном состоянии;
- 53 храма — в руинированном состоянии.